# Martin Riška
Martin Riška (Žilina, 18 de maig de 1975) va ser un ciclista eslovac, professional des del 1999 fins al 2011. En el seu palmarès destaquen cinc campionats nacionals en ruta.

## Palmarès
- 1996
  -  Campió d'Eslovàquia en ruta
- 2002
  -  Campió d'Eslovàquia en ruta
  - Vencedor d'una etapa a la The Paths of King Nikola
- 2003
  -  Campió d'Eslovàquia en ruta
  - Vencedor d'una etapa a la The Paths of King Nikola
- 2004
  -  Campió d'Eslovàquia en ruta
  - Vencedor d'una etapa a la Volta a Eslovàquia
- 2005
  - 1r al Gran Premi Bradlo
  - Vencedor d'una etapa a la Volta a Eslovàquia
- 2006
  - 1r a la Volta a Hongria i vencedor de 2 etapes
  - Vencedor d'una etapa a l'Istrian Spring Trophy
  - Vencedor d'una etapa a la Volta a Grècia
- 2007
  -  Campió d'Eslovàquia en ruta
  - Vencedor de 2 etapes al Bałtyk-Karkonosze Tour
  - Vencedor d'una etapa a la Volta a Hongria
- 2008
  - Vencedor d'una etapa a la Volta a Hongria